# Nematoscelis
A Nematoscelis a felsőbbrendű rákok (Malacostraca) osztályának krill (Euphausiacea) rendjébe, ezen belül az Euphausiidae családjába tartozó nem.

## Rendszerezés
A nembe az alábbi 7 faj tartozik:
- Nematoscelis atlantica Hansen, 1910
- Nematoscelis difficilis Hansen, 1911
- Nematoscelis gracilis Hansen, 1910
- Nematoscelis lobata Hansen, 1916
- Nematoscelis megalops G. O. Sars, 1883
- Nematoscelis microps G. O. Sars, 1883
- Nematoscelis tenella G. O. Sars, 1883

### Fordítás
- Ez a szócikk részben vagy egészben  a   Nematoscelis című angol Wikipédia-szócikk ezen változatának fordításán alapul.  Az eredeti cikk szerkesztőit annak laptörténete sorolja fel. Ez a jelzés csupán a megfogalmazás eredetét és a szerzői jogokat jelzi, nem szolgál a cikkben szereplő információk forrásmegjelöléseként.